# Leo J. Dulacki
Leo John Dulacki (ur. 29 grudnia 1918 roku w Omaha, Nebraska, zm. 4 stycznia 2019 roku w Sun City West, Arizona) – amerykański wojskowy polskiego pochodzenia, trzygwiazdkowy generał Korpusu Piechoty Morskiej Stanów Zjednoczonych.

## Rodzina
Rodzina Dulackiego pochodziła z Polski. Jego dziadkiem był Antoni Jurczak, długoletni burmistrz Muszyny (1912–1938) i jeden z założycieli muszyńskiego uzdrowiska. Najstarsza córka Jurczaka – Anna Jurczak (ur. 1882, zm. 1947), razem ze swoim narzeczonym Stanisławem Dziulackim (ur. 1878, zm. 1962) wemigrowała do Stanów Zjednoczonych w 1901 roku. 7 lipca 1903 roku odbył się ich ślub w Pittsburghu. Z małżeństwa państwa Dziulackich, którzy uprościli formę swego nazwiska na Dulacki (Stanisław używał imienia Stanley), narodziło się dziewięcioro dzieci. Jednym z nich był Leo, urodzony w Omaha w stanie Nebraska 29 grudnia 1918 roku.

## Życiorys
Dulacki urodził się 29 grudnia 1918 w Omaha w stanie Nebraska. Uczęszczał do Omaha South High School a w 1941 roku na Uniwersytecie Creightona (Creighton University) uzyskał tytuł licencjata z dziedziny nauk ścisłych (Bachelor of Science). W tym samym roku, po ukończeniu edukacji, przystąpił do Korpusu Piechoty Morskiej, gdzie przyjął stopień podporucznika. Podczas wojny na Pacyfiku Dulacki służył na pokładzie lotniskowca USS Hornet, na którego pokładzie uczestniczył w rajdzie Doolittle'a, bitwie pod Midway oraz bitwie o wyspy Santa Cruz. 26 października 1942 roku lotniskowiec został zatopiony. Aby ratować swoje życie dryfował samotnie przez 33 dni po oceanie w pontonie ratunkowym, jednakże według relacji samego Dulackiego został on odnaleziony przez ekipę ratunkową już po 4 godzinach od zatopienia.
Po odnalezieniu pełnił służbę na lotniskowcu USS Belleau Wood, na pokładzie którego służył do czasu jego uszkodzenia podczas kampanii na Filipinach w październiku 1944 roku. Po uszkodzeniu USS Belleau Wood Dulacki został przeniesiony, aby służyć jako oficer odpowiedzialny za biuro rekrutacyjne Korpusu Piechoty Morskiej w Kansas City w stanie Missouri, gdzie pozostał do końca wojny.

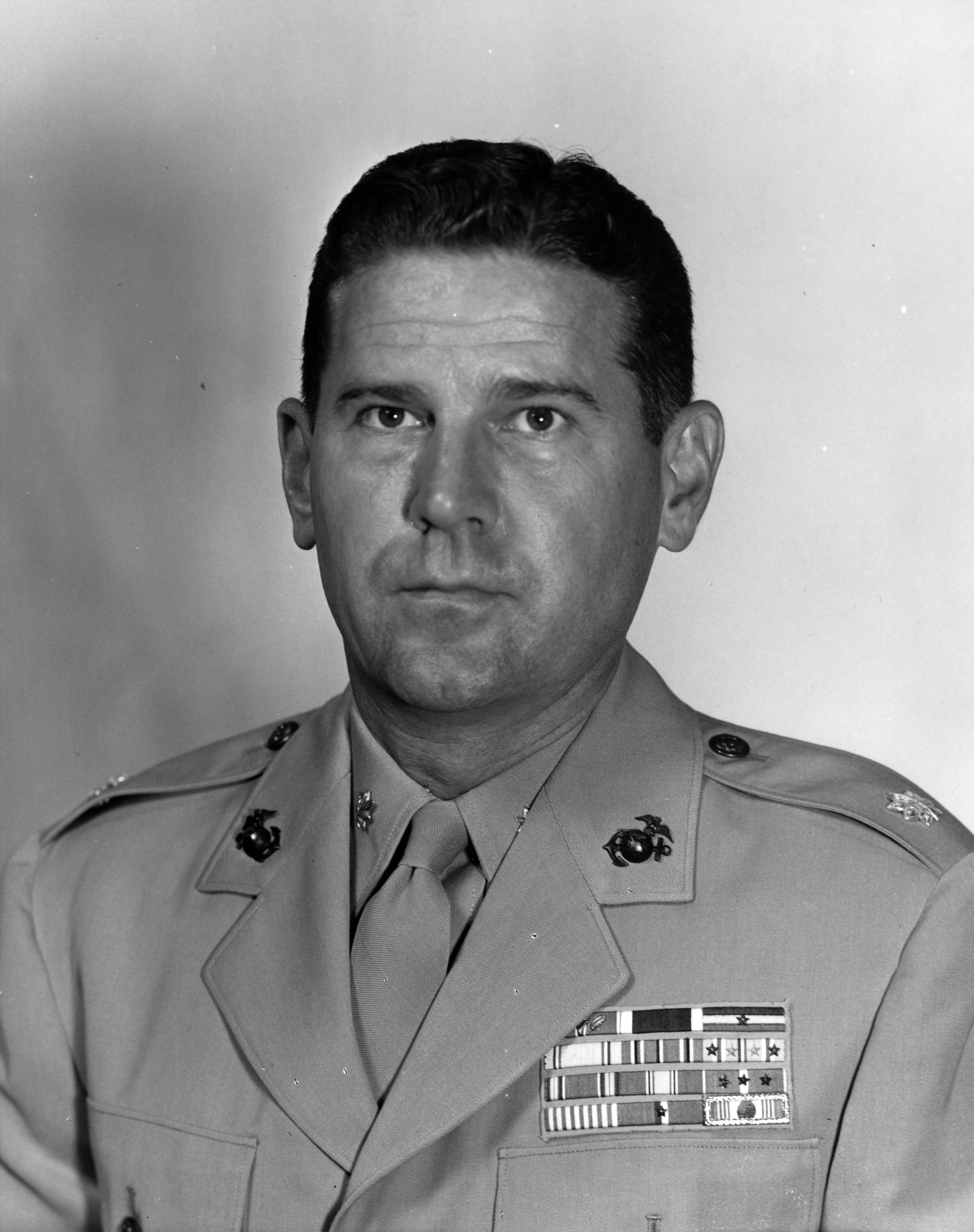
Dulacki jako podpułkownik (1954)

Od lipca do października 1948 roku stacjonował na wyspie Guam położonej na Pacyfiku. Na wyspie pełnił funkcję zastępcy dowódcy 1. Brygady Marines (1st Provisional Marine Brigade). W roku 1949, po ukończeniu Army Language School w Monterey oraz Strategic Intelligence School w Waszyngtonie został wysłany do Helsinek, gdzie objął stanowisko zastępcy attaché morskiego przy ambasadzie amerykańskiej. Pełnił tę funkcję 2 lata, kiedy został przeniesiony na front w Korei. Podczas wojny koreańskiej dowodził batalionem w 1. Dywizji Piechoty Morskiej. Ranny w boju przez ostrzał chińskiej artylerii. Członek delegacji wysłanej do negocjacji Panmundżonie.
Wrócił do Stanów Zjednoczonych w sierpniu 1953 roku. Od 1956 do 1958 Dulacki stacjonował w Camp Pendleton w Kalifornii. W okresie od 1958 do 1961 roku pracował w ambasadzie amerykańskiej w Moskwie, najpierw w charakterze asystenta attache morskiego, a potem już jako attache morski przy ambasadzie Stanów Zjednoczonych. Po karierze w Moskwie służył jako członek Kolegium Połączonych Szefów Sztabów oraz w Agencji Wywiadu Obronnego w Waszyngtonie. W czerwcu 1965 roku ukończył kształcenie Naval War College w Newport. W tym samym okresie uzyskał tytuł magistra stosunków międzynarodowych na George Washington University.
W latach 1965–1966 odbył dwie tury w Wietnamie m.in. jako szef sztabu 3. Dywizji Piechoty Morskiej. Po powrocie do USA pełnił szereg wysokich funkcji w szeregach Korpusu Piechoty Morskiej. W latach 1968–1969 stacjonował w Kalifornii jako dowódca 5. dywizji marines, po czym wrócił do Wietnamu i objął stanowisko doradcy Szefa Sztabu Operacyjnego, a później Szefa Sztabu III Sił Desantowych Marynarki. W 1970 roku Dulacki objął dowództwo nad 4. Dywizją Piechoty Morskiej rozmieszczonej w Camp Pendleton, jednocześnie awansując do stopnia generała majora. 14 maja 1973 roku Dulacki został awansowany na generała porucznika, co stanowiło najwyższy stopień w jego karierze wojskowej.
Po ponad 32 latach służby, przeszedł na emeryturę 1 stycznia 1974 w randze trzygwiazdkowego generała Korpusu Piechoty Morskiej.

## Życie prywatne
Po przejściu na emeryturę zamieszkał w Carlsbad w Kalifornii. Posługiwał się biegle językiem polskim. Odwiedzał Polskę dwukrotnie, pierwszy raz w 1961, kiedy to dyskretnie spotkał się ze swoją rodziną oraz w 1989, kiedy to przyjechał do Muszyny. Zmarł 4 stycznia 2019 roku w domu spokojnej starości w Sun City West w Arizonie w wieku 100 lat, sześć dni po swoich urodzinach. 

## Odznaczenia
(lista niepełna)
- Medal Marynarki Wojennej za Wybitną Służbę
- Legia Zasługi
- Brązowa Gwiazda
- Purpurowe Serce
- Medal Pochwalny
- Presidential Unit Citation
- Medal Kampanii Amerykańskiej
- Medal Kampanii Azji-Pacyfiku
- Medal Zwycięstwa w II Wojnie Światowej
- Navy Unit Commendation
- Medal Amerykańskiej Służby Obronnej
- Medal Służby w Korei
- Medal Służby w Wietnamie